# Ludwigslust
Ludwigslust je město v okrese Ludwigslust-Parchim v Meklenbursku-Předním Pomořansku. Je správním sídlem zemského úřadu Ludwigslust, ale městský úřad nemá. Město je jedním z 18 středně velkých center v zemi a nachází se v metropolitní oblasti Hamburk. Známá je zkratka Lulu pro název města.
Soubor kolem klasicistního Ludwigslustova paláce vévodů z Meklenburska-Schwerinu, známého také jako „Versailles severu“, jakož i kolem něj postaveného obytného města s mnoha monumentálními budovami, je v severním Německu jedinečný.

## Geografie

### Geografická poloha
Ludwigslust se nachází v západním Meklenbursku na kanálu Ludwigslust, což je umělé vodní spojení mezi vodními kanály Stör a Rögnitz, jeho poloha je 35 kilometrů jižně od hlavního města Schwerin a na východním okraji oblasti Griesen . Pro město jsou charakteristické listnaté lesy o rozloze 550 hektarů v západní části, louky na jihozápadě a rozsáhlé sady na severovýchodě a východě. Na severovýchodním okraji je jehličnatý les o rozloze 170 hektarů a také jihozápadní část města kolem silnic B 5 a B 191 je zarostlá rozsáhlým jehličnatým lesem, z toho v městské zástavbě je 370 hektarů. Nejnižší bod v katastru města je 22 m nad mořem a leží v lukách poblíž okresu Hornkaten, nejvyšší bod v katastru města je 64  m nad mořem se nachází západně od okresu Kummer.

### Správní členění města
Kromě městské oblasti Ludwigslust, se katastr města oblast skládá z okresů Glaisin, Hornkaten, Kummer, Niendorf / Weselsdorf a Techentin.
Existují také další sídla a obývaná městečka, spadající pod Ludwigslust, jako Katenstück, Jägerhof, Weselsdorf, Alte Ziegelei, Drusenhorst, Forsthaus, Georgenhof, Lindenkrug (dříve Kummer), Mäthus (dříve Kummer) a Niendorf. [3]

## Historie
Ludwigslust je velmi mladé město, jehož historie je úzce spjata s palácem Ludwigslust . Město vzniklo z vesnice Klenow.

### Vesnice Klenow a její název
Místo Klenow bylo v dokumentech uvedeno již v roce 1333. Panství se nacházelo v oblasti dnešního palácového náměstí. V roce 1919 tehdejší noviny Ludwigsluster Tageblatt napsaly, “... že již v roce 1294 v latinském dokumentu byl rytíř Hermanus de Klenow jmenován jako svědek u darovací listiny . Vesnice Klenow vznikla v 16. století. Klenowské panství bylo následně v roce 1616 prodáno mecklenburským panovníkům. Po třicetileté válce bylo místo již pusté a zbylo jen pojmenování místa jako Klenow.
Název Klenow se v průběhu času měnil, v roce 1333 se místo nazývalo Vila Clonow, 1344 Klenow, 1399 Clenowe, 1422 Klene, 1438 Cleynow, 1534 Klenow a Kleynow, 1541/42 Kleyow, 1561 Kleinow a Klenow, 1603 Kleinow, 1637 a V 1844 byl nejvíce používaný název Klenow.

### Ludwigslust jako rezidence

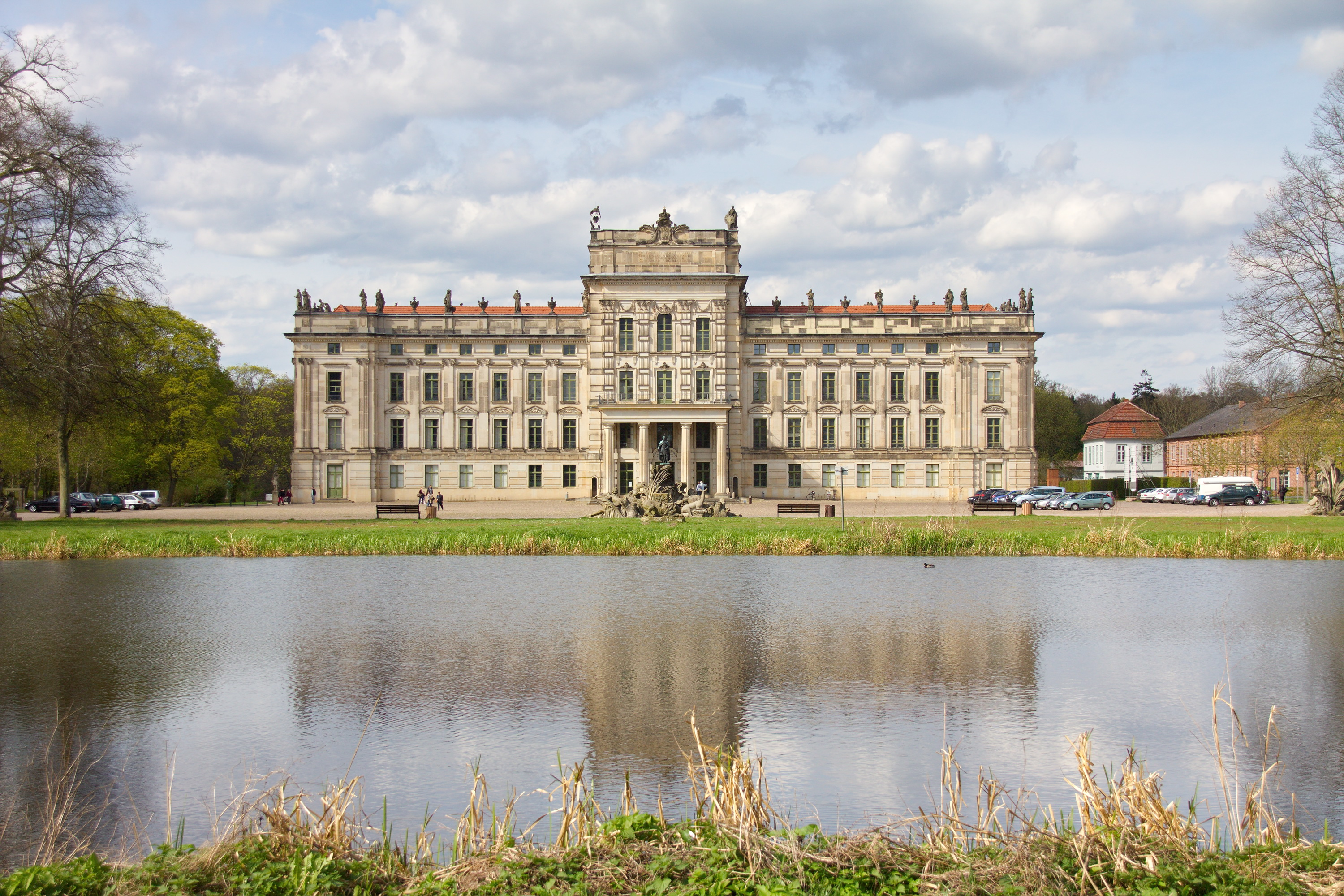
Barokní Ludwigslustův palác

Kníže Christian Ludwig nechal v letech 1731 až 1735 na místě Klenow postavit jednoduchou loveckou chatu postavenou dvorním architektem Johannem Friedrichem Künneckým. V roce 1747 následoval Christian Ludwig svého bratra Karla Leopolda jako vládnoucího vévody ve vévodství, které částečně zasahovalo až ke Schwerinu. V roce 1754 bylo místo Klenow přejmenováno na Ludwigslust podle pokynů vévody Christiana Ludwiga. O dva roky později zemřel a jeho nástupce, vévoda Friedrich (zbožný), začal stěhovat své sídlo a soud ze Schwerinu do Ludwigslustu. Konečné přemístění soudu začalo v roce 1763 a bylo dokončeno v roce 1765, ale vládní úřady zůstaly ve Schwerinu. Poté byla zahájena stavební činnost a hlavní hrad byl postaven už podle promyšlených plánů. Na severozápad od něj byl budován jeden z největších krajinných parků v severním Německu.

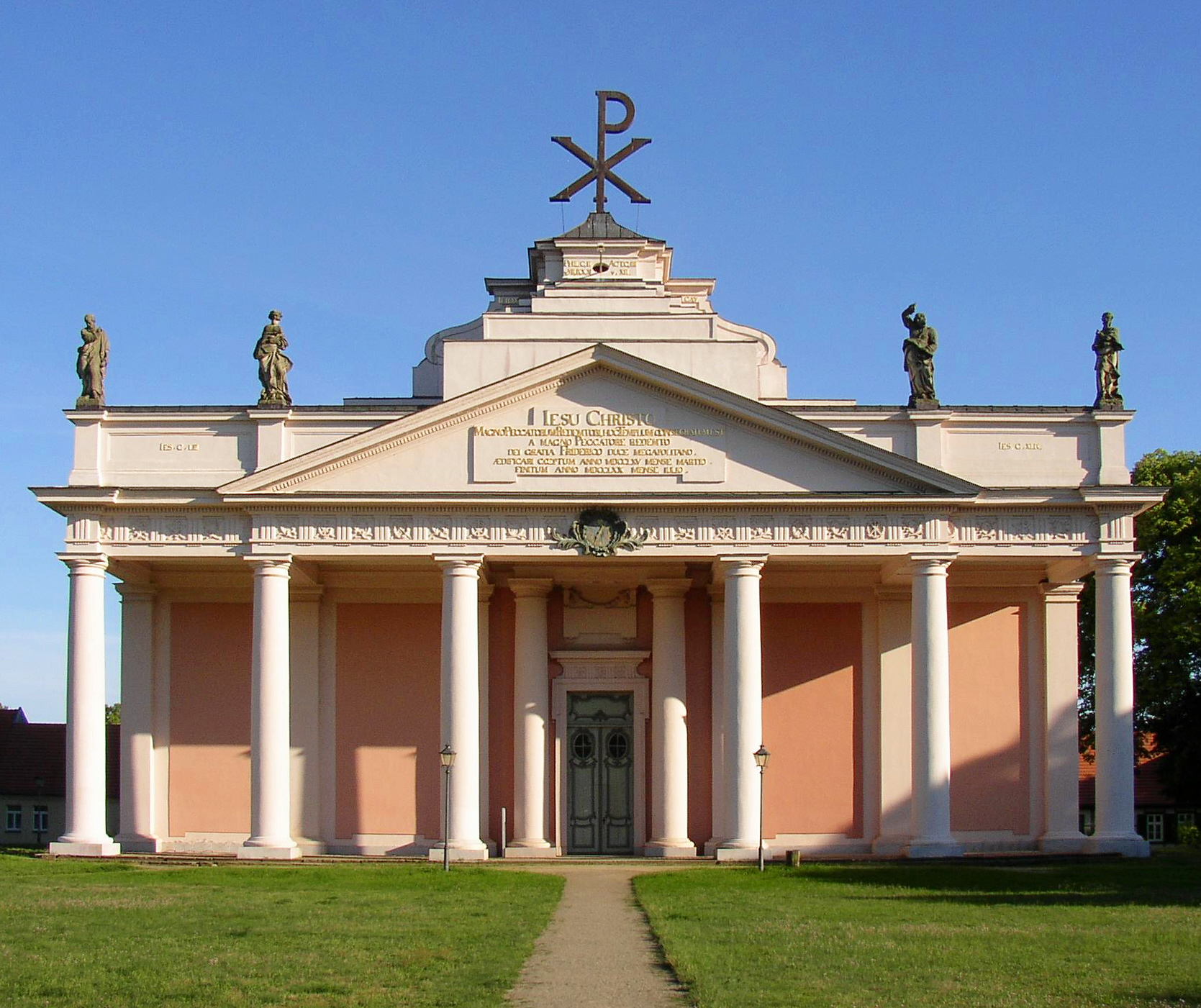
Stadtkirche (bývalý soudní kostel)

V roce 1765 byla zahájena stavba kostela, dokončená v roce 1770, dnes městský kostel, dvorním stavitelem Johannem Joachimem Buschem, který pokračoval v rozšiřování sídla o rezidenci s barokním zámkem, který byl postaven v letech 1772 až 1776. Kolem hradu byly postaveny domy pro obyvatelstvo, na dnešním Schlossplatzu, na Kirchplatzu a ve Schloßstraße. V roce 1789 se skladatel Johannes Matthias Sperger stal prvním kontrabasistou orchestru dvorního orchestru.
Již na konci 18. A počátkem 19. století žili ve vesnici Židé, protože právě v této době si postavili židovský hřbitov, který byl nacistickými úřady po listopadovém pogromu v roce 1938 znesvěcen a odstraněn.
V roce 1804 začal katolický mistr Johann Christoph Heinrich von Seydewitz stavět kostel (dnes kostel sv. Heleny) na ostrově v zámeckém parku. Byl dokončen v roce 1808 pod vedením stavitele Johanna Georga Barcy. V roce 1837 vévoda Paul Friedrich přestěhoval část zemské rezidence zpět do Schwerinu, a vévodství bylo mezitím povýšeno na velkovévodství.

### Vojenská historie 1837 až 1992
V roce 1837 se 2. eskadrona pod velením kapitána Bernharda ze Schacka a z Grabowa přesunula do Ludwigslustu a usídlila se v kasárnách na Louisenstrasse. V roce 1838 následovalo přemístění Mecklenbursko-Schwerinských Dragounů pod vedením Generálmajora Ernsta von Pentz. Posádková oblast na východ od centra se stala místem sídla dragounů. V roce 1841 byl pluk rozšířen na čtyři eskadry a sestával z 19 důstojníků, 4 lékařů, 40 poddůstojníků, 13 trumpetistů, 280 dragounů a 313 koní, dále setninového velitele, sedláře a kováře. Do kasáren a domů na Louisenstrasse, Numbersstrasse, Sandstrasse a Mauerstrasse a také v Marstallu se sestěhovali vojáci z jiných městských čtvrtí. Byly postaveny nové kasárny, nové jídelny, nové domy a nové stáje.
V roce 1848 byla polovina pluku nasazena ve válce mezi Šlesvicko-Holštýnskem a Dánskem . V roce 1866 Mecklenburská vojska bojovala na pruské straně v německé válce. Od roku 1867 se pluk nazýval 1. Velký dukalský pluk Mecklenburských Dragounů č. 17 a měl pět eskadron. V letech 1870 / 71 bojovala vojska ve francouzsko-německé válce. V roce 1914 byla poprvé nasazena na západě a od roku 1915 na východní frontě (první světová válka). V roce 1919 byl pluk rozpuštěn. Zbytky byly ve 14. Jezdeckém pluku Říšského sněmu. V letech 1929 a 1939 byly postaveny nové kasárny a stáje. Během druhé světové války se kavalérie stala praporem vojenského průzkumu.
V květnu 1945 se 7. obrněná divize, 8. pěší divize a 82. výsadková divize bránila v sídle paláce Ludwigslust. Kurt von Tippelskirch, zástupce nejvyššího velitele skupiny armády Visly, tam 2. května 1945 kapituloval.

Později, až do roku 1992, se Ludwigslust stal posádkou skupiny sovětských ozbrojených sil v Německu s průzkumníky a divizí Mot-Schützen. Po smlouvě o konečném uspořádání ve vztahu k Německu a sjednocení, jsou 240. Motorizovaný pěší pluk a 221 Pancéřový Regiment rozpuštěny. Plocha kasáren o rozloze 34 hektarů byla v letech 1995 až 2006 přeměněna na byty, nákupní centrum, kanceláře, restaurace, radnici, střední školu, kanceláře a zařízení pro volný čas pro civilní účely. 

### Nedávná historie
V roce 1826, byla postavena dnešní silnice B 5, a od roku 1844 do roku 1846 byla postavena železniční trať Hamburk–Berlín; Ludwigslust tak získal svou železniční stanici. V roce 1834 vytvořil klubový spolek „Klubgesellschaft Sozietät“ založený v roce 1795 divadlo na Bleiche. V roce 1879 jej převzal Schauspielhaus AG, v roce 1914 jej převzalo město a v roce 1921 divadlo získalo své vlastní umělecké vedení. V roce 1947 dům zcela shořel.
V roce 1851 byla založena „Diakonie a nemocnice Stift Bethlehem“. A teprve až v roce 1876 byla Ludwigslustu udělena městská listina s počtem obyvatel 6 000. A v roce 1880 se nakonec stalo centrem venkovských statků v Meklenbursku a až do roku 1918 bylo součástí okresu Mecklenburg.
V průběhu regionální reformy v prvních letech Výmarské republiky se Ludwigslust stal v roce 1922 okresním městem. Město bylo dále rozšířeno a zastavěno. Směrem na jih se město spojilo městečkem Techentin a na severu se sídliště rozrostla až k železniční trati a později i za ní. Na západní části města také vyrostla nová sídliště. V době nacionálního socialismu byly na ploše mezi městskou hradbou a železnicí postaveny kasárny Wehrmachtu. Do konce druhé světové války zůstal zámek v držení vévodské rodiny.

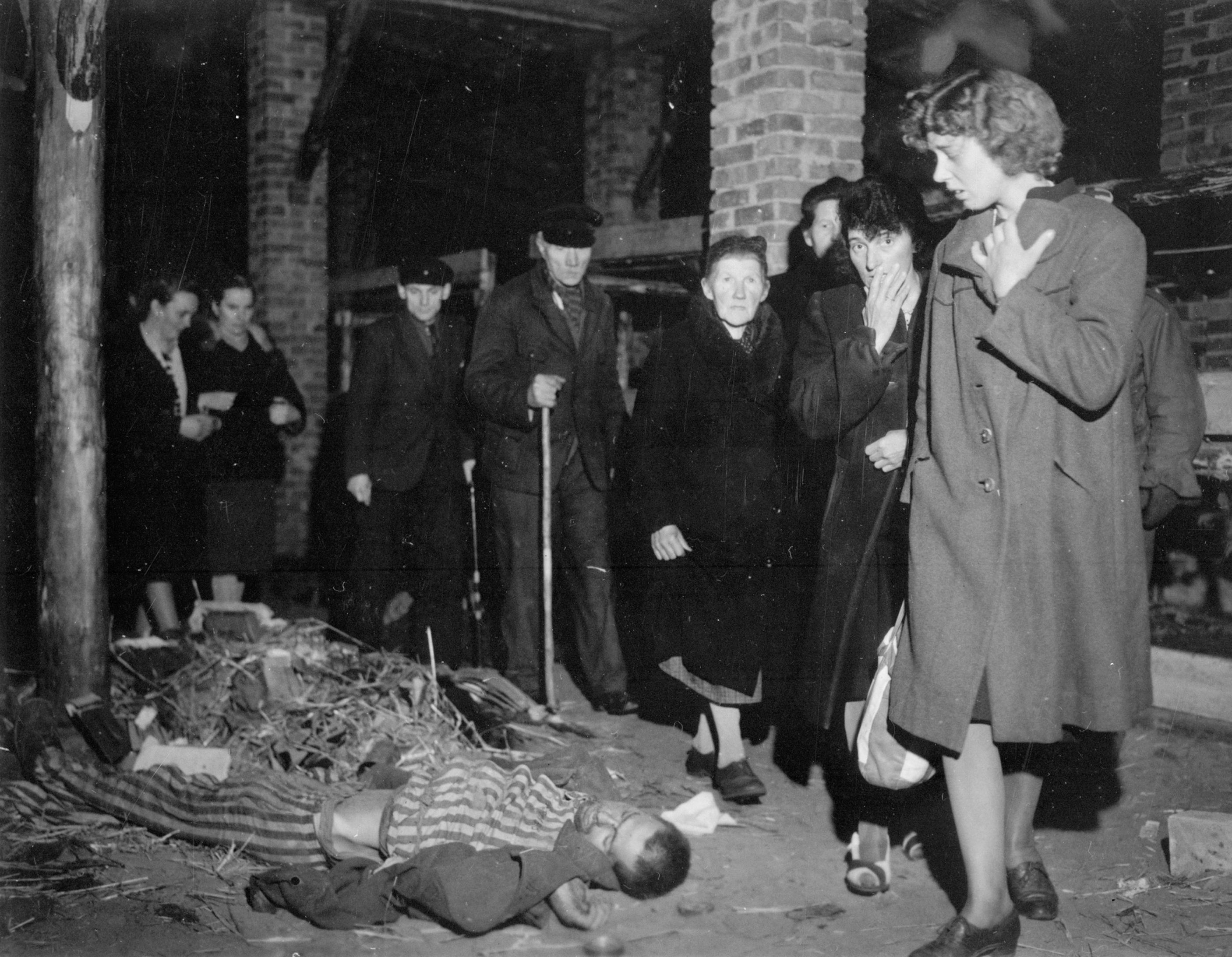
Občané Ludwigslustu jsou 6. května 1945 vedeni bývalým koncentračním táborem.

V roce 1945 byl založen koncentrační tábor Wöbbelin jako satelitní tábor koncentračního tábora Hamburg-Neuengamme dva kilometry od centra města. Poté, co byl tábor v září osvobozen americkými jednotkami, v květnu 1945, bylo mnoho obětí tohoto tábora nalezených v hromadném hrobě přemístěno na místo posledního odpočinku na Bassinplatz v centru města. Památník Wöbbelin slouží jako memento pro vypořádání se s historií tohoto koncentračního tábora.
22. února a 18. března 1945 byl Ludwigslust bombardován americkými leteckými jednotkami. Hlavním cílem byly železnice. Při prvním útoku zahynulo kolem 150 lidí.
Od roku 1952 do roku 1994 byl Ludwigslust opět okresním městem, nyní okresem stejného jména v okrese Schwerin. Od roku 1970 do roku 1988 byly postaveny nové obytné domy ve čtvrti Parkviertel s 693 byty, ve čtvrti Grabower a na třídě Schweriner Allee se 702 byty, vše v prefabrikované panelové stavbě NDR . Od roku 1969 je v provozu východní tangenta, která uvolňuje centrum města, ale prochází městem, částečně jako zvýšená silnice.
Po politickém obratu bylo historické jádro královského sídla od roku 1991 důkladně přestavováno v rámci dotace pro městský rozvoj, stejně jako od roku 1995 byla přestavována panelová sídliště ve čtvrti Parkviertel. Od roku 1995 do roku 2006 byla takto územním plánováním vyvinuta a upgradována oblast 34 ha bývalých posádkových kasáren na ulici Käthe-Kollwitz-Straße vedle centra.
S okresní reformou v roce 1994 se Ludwigslust stal součástí nového okresu Ludwigslust-Parchim. V okrese Ludwigslust-Parchim se sídlem okresu ve městě Parchim je od okresní reformy ze 4. dubna 2011.
15. května 2019 městská rada pro Ludwigslust vyhlásila klimatickou mimořádnou situaci jako jedno z prvních měst v Německu. Výsledkem je, že zástupci města chtějí, pokud je to možné, omezit změnu klimatu a při každém svém rozhodování zohlednit ochranu klimatu a ochranu životního prostředí a živočišných druhů. Kromě toho by měla být upřednostněna řešení šetrná ke klimatu.

### Začlenění
Obec Niendorf byla do Ludwigslustu začleněna 1. dubna 1969 Techentin byl do Ludwigslustu začleněn 1. října 1972. Hornkaten následoval 1. července 1973. Prvního ledna 2005 byly do Ludwigslustu začleněny obce Glaisin a Kummer.

### Vývoj populace
| rok  | Obyvatelé |
| ---- | --------- |
| 1703 | 85        |
| 1793 | 1 500     |
| 1850 | 5,435     |
| 1876 | 6,005     |
| 1890 | 6 500     |
| 1900 | 6 640     |
| 1910 | 6,911     |
| 1925 | 7.179     |
| 1933 | 8,005     |

| rok  | Obyvatelé |
| ---- | --------- |
| 1945 | 22 000    |
| 1957 | 12,148    |
| 1962 | 11 800    |
| 1984 | 13 000    |
| 1989 | 13,176    |

| rok  | Obyvatelé |
| ---- | --------- |
| 1990 | 12,897    |
| 1995 | 12,749    |
| 2000 | 12,506    |
| 2005 | 12,907    |
| 2010 | 12,319    |

| rok  | Obyvatelé |
| ---- | --------- |
| 2015 | 12,255    |
| 2016 | 12,306    |
| 2017 | 12,267    |
| 2018 | 12,233    |
| 2019 | 11 950    |

od roku 1990: k 31. Prosinec příslušného roku
Nárůst počtu obyvatel v roce 2005 je způsoben začleněním obcí Glaisin a Kummer.

## Politika

### Městská rada
Městská rada Ludwigslust se skládá z 25 zvolených zástupců z pěti stran a tří volebních komunit. Aktuální starosta je Reinhard Mach. Od 26. května 2019 je městská rada složena takto:
| Strana / seznam | AfL | Aufbruch | BFL | CDU | LINKE | SPD | FW / FDP |
| křesel          | 5   | 4        | 3   | 4.  | 4     | 3   | 2        |

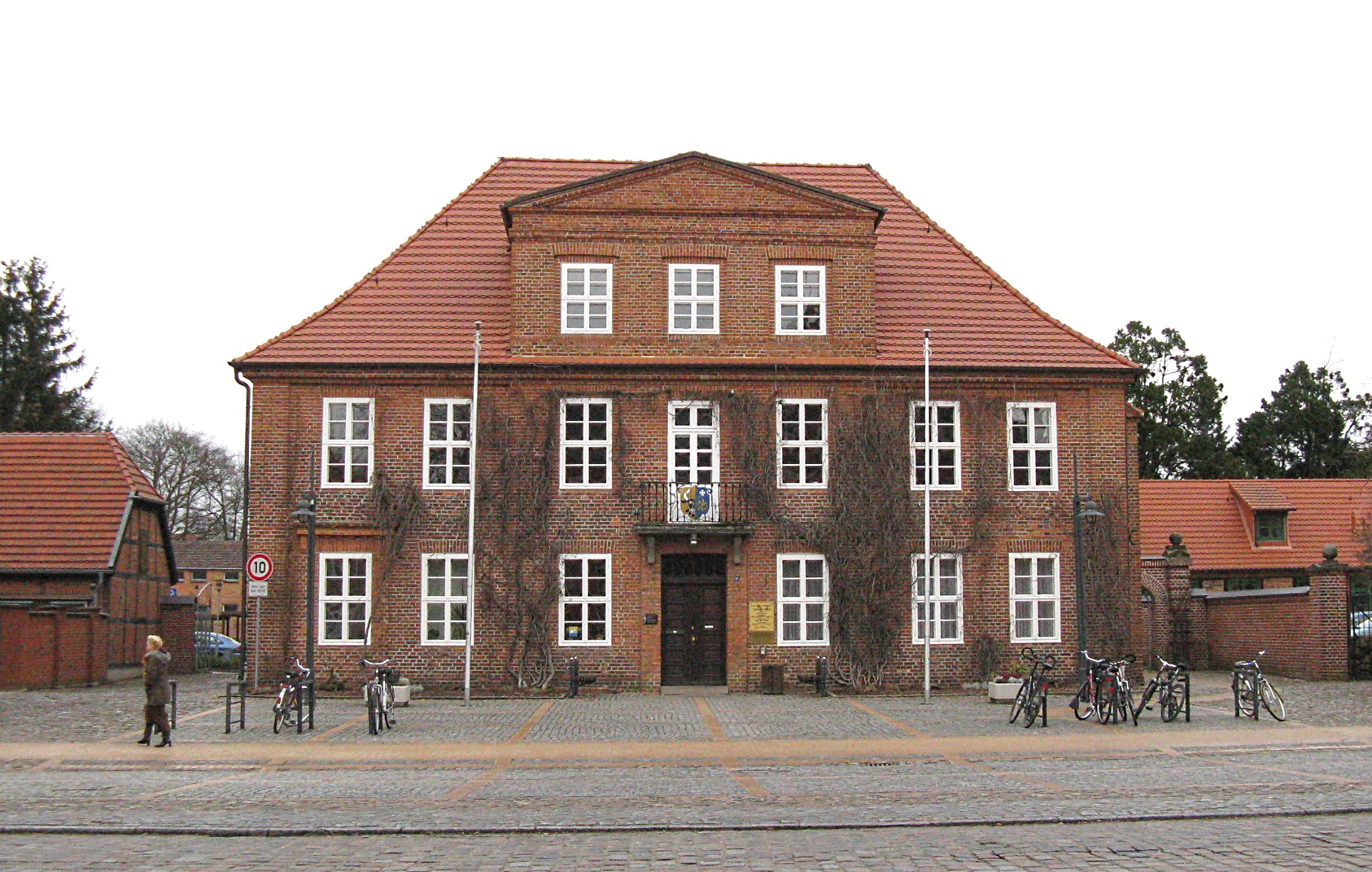
Radnice Ludwigslust

AfL: Asociace „Alternative for Ludwigslust“, BFL: Asociace voličů „Bürger Forum Ludwigslust“, Aufbruch: Hlasovací komunita „Aufbruch Ludwigslust“.

### Starosta
- 1990–2008: Hans-Jürgen Zimmermann
- 2008–2010: Petra Billerbeck[12]
- od roku 2010: Reinhard Mach

Reinhard Mach byl zvolen v komunálních volbách 10. června 2018 s 51,4 % platných hlasů pro další funkční období osmi let

### Znak
Erb byl udělen 16. června 1876 Friedrichem Franzem II., velkovévodou z Meklenburska-Schwerinu a zapsán pod č. 53 erbu Meklenbursko-Přední Pomořansko.
Heraldický popis znaku : „Split zlatem a modrou; před mezerou napůl vyhlížející, zlatě korunovaná černá býčí hlava se široce otevřenými ústy, stříbrnými zuby, vyplazeným červeným jazykem, potrhaným kožíškem a stříbrnými rohy; vzadu v modré ve štěrbině napůl zelený růžový keř s napůl červenou růží na zeleném pozadí, doprovázený: nahoře stříbrným maltézským křížem, dole vzpřímeným zlatým orlem. „

### Vlajka
Vlajka města Ludwigslust ukazuje dva vodorovné pruhy stejné šířky, modrý na straně k vlajkovému stožáru a zlato (žluté) na volném konci. Uprostřed vlajky je městský znak. Zabírá dvě třetiny výšky vlajky. Délka vlajky je vztažena k výšce v poměru 5: 3.

### Partnerská města
- Ahrensburg ve Šlesvicku-Holštýnsku, od roku 1990
- Okres Kamskoje Ustye v Ruském Tatarstánu, od roku 1994[14]
- Muscatine v Iowě, USA, od roku 2004

## Památky a kultura

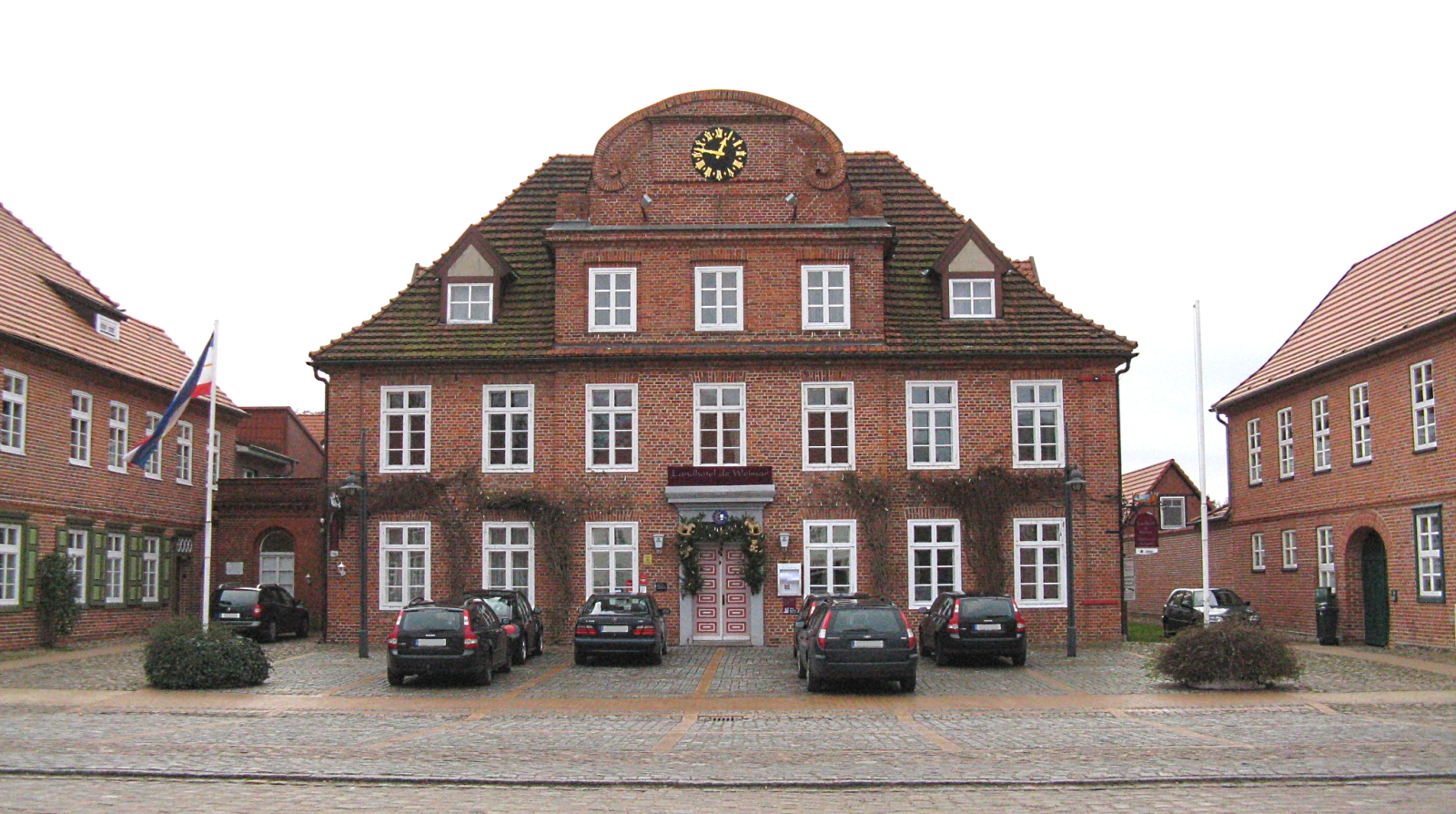
Bývalý vévodský penzion, dnes zemskýhotel de Weimar

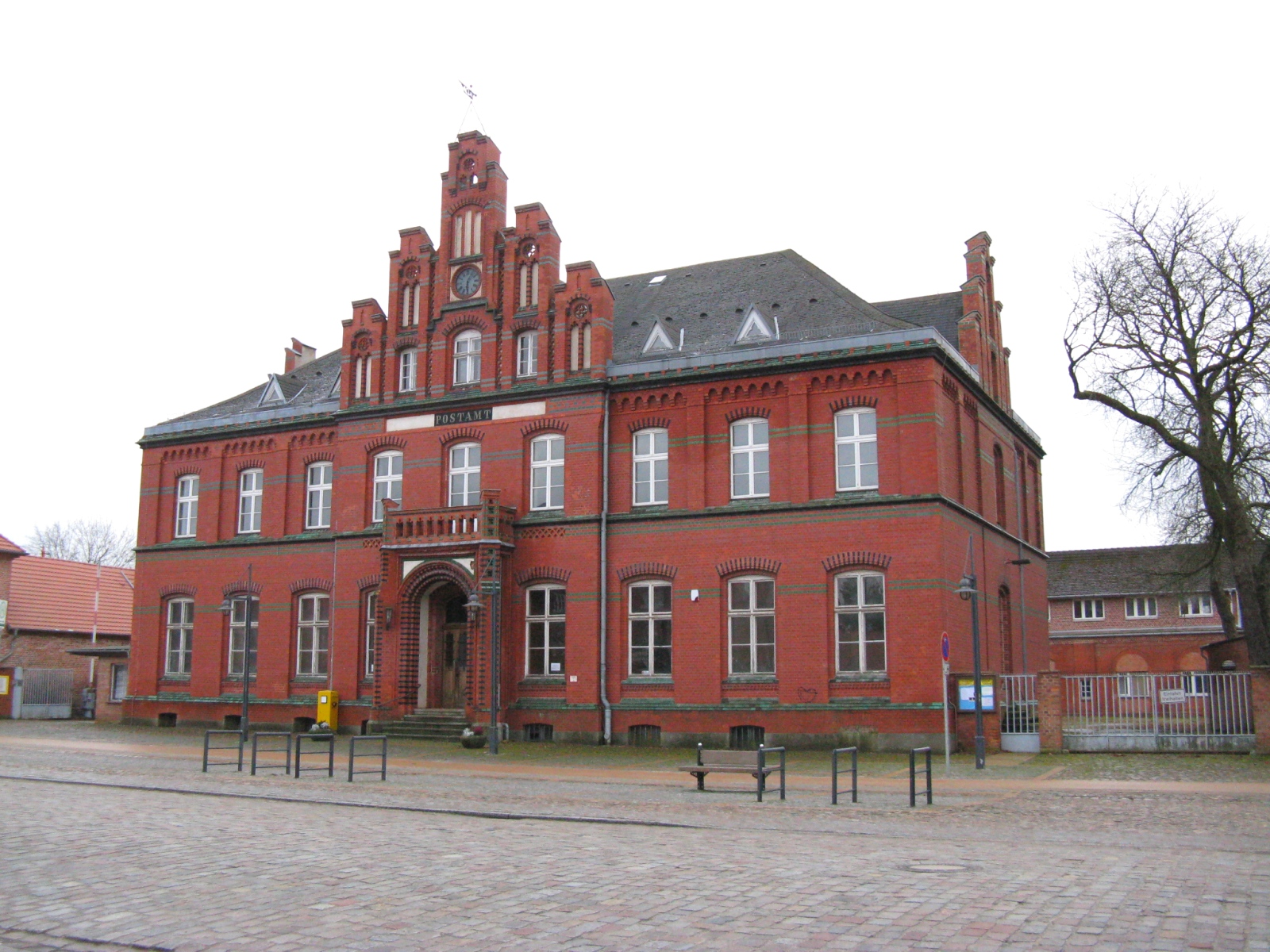
Historická pošta

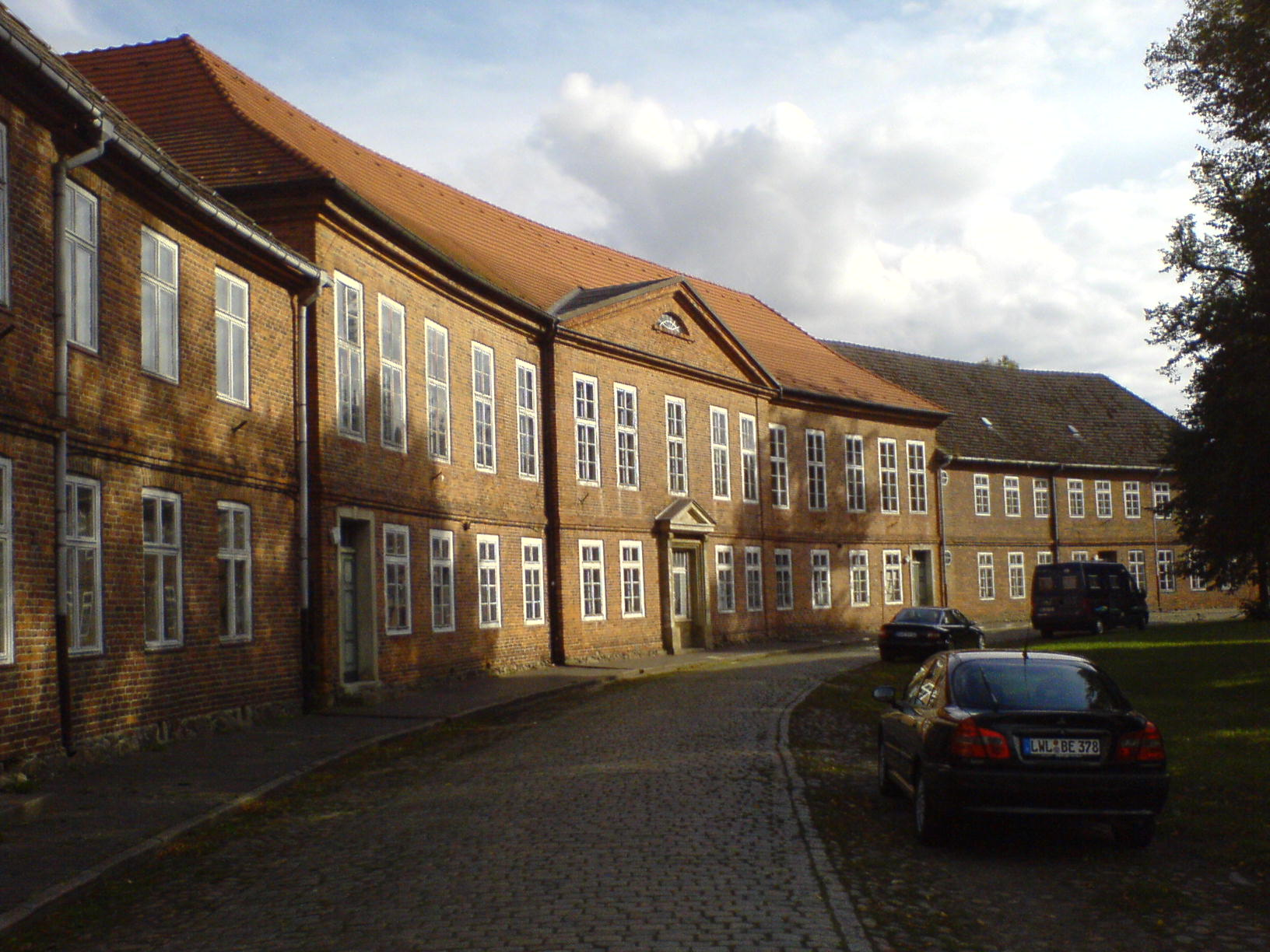
Princeznin palác z roku 1765 na nádvoří mezi palácem a dvorním kostelem

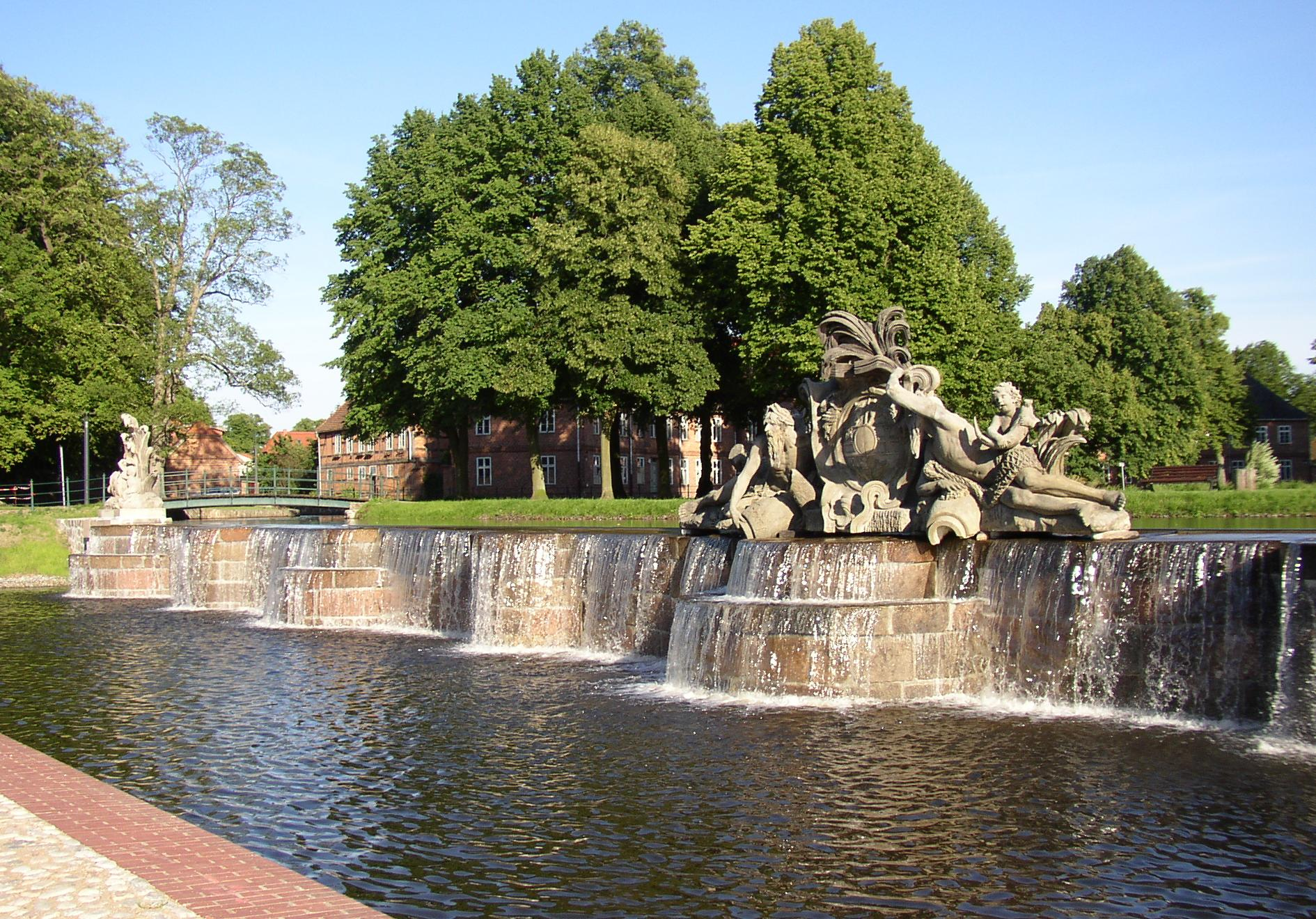
kaskáda

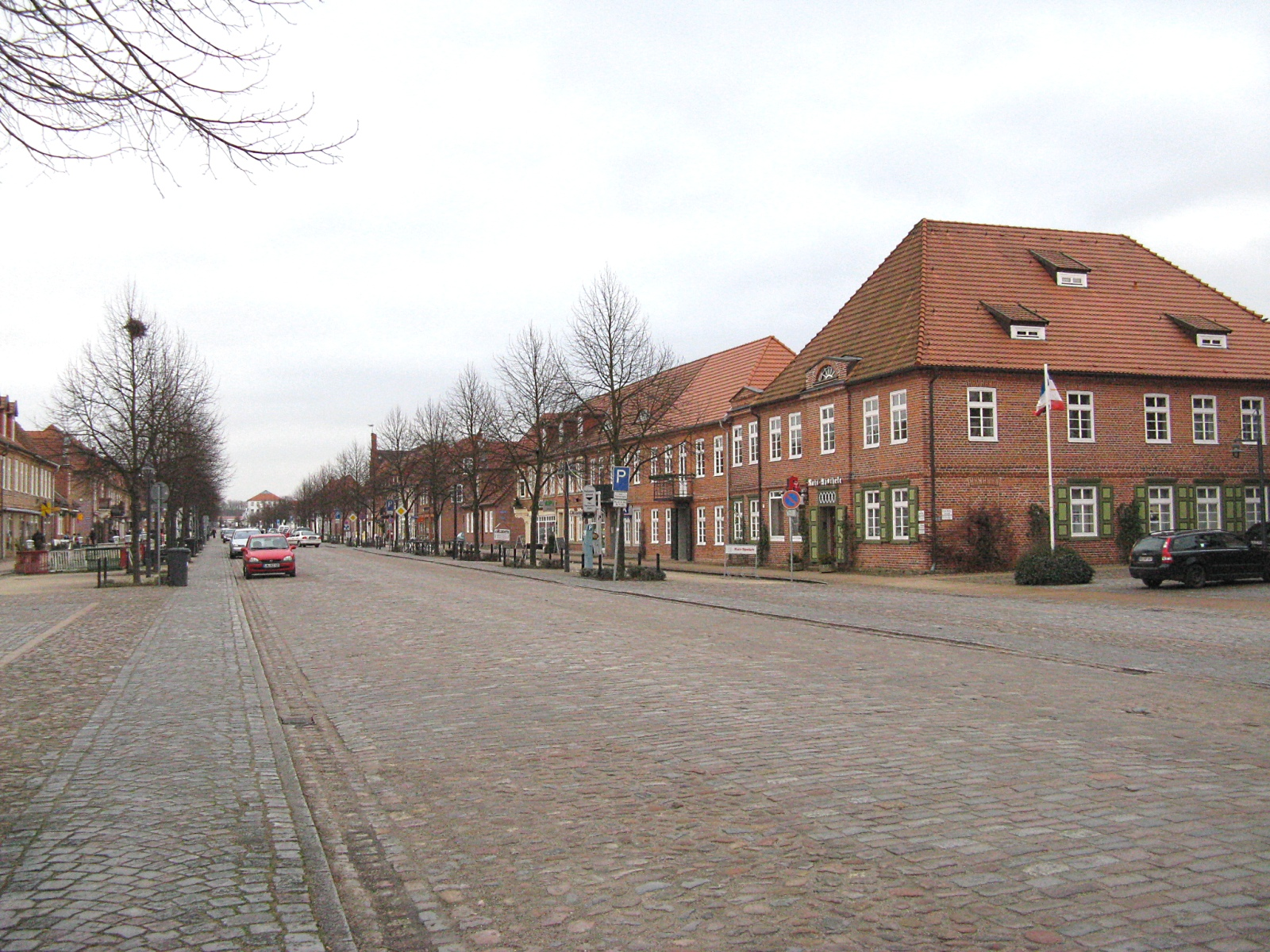
Školní ulice

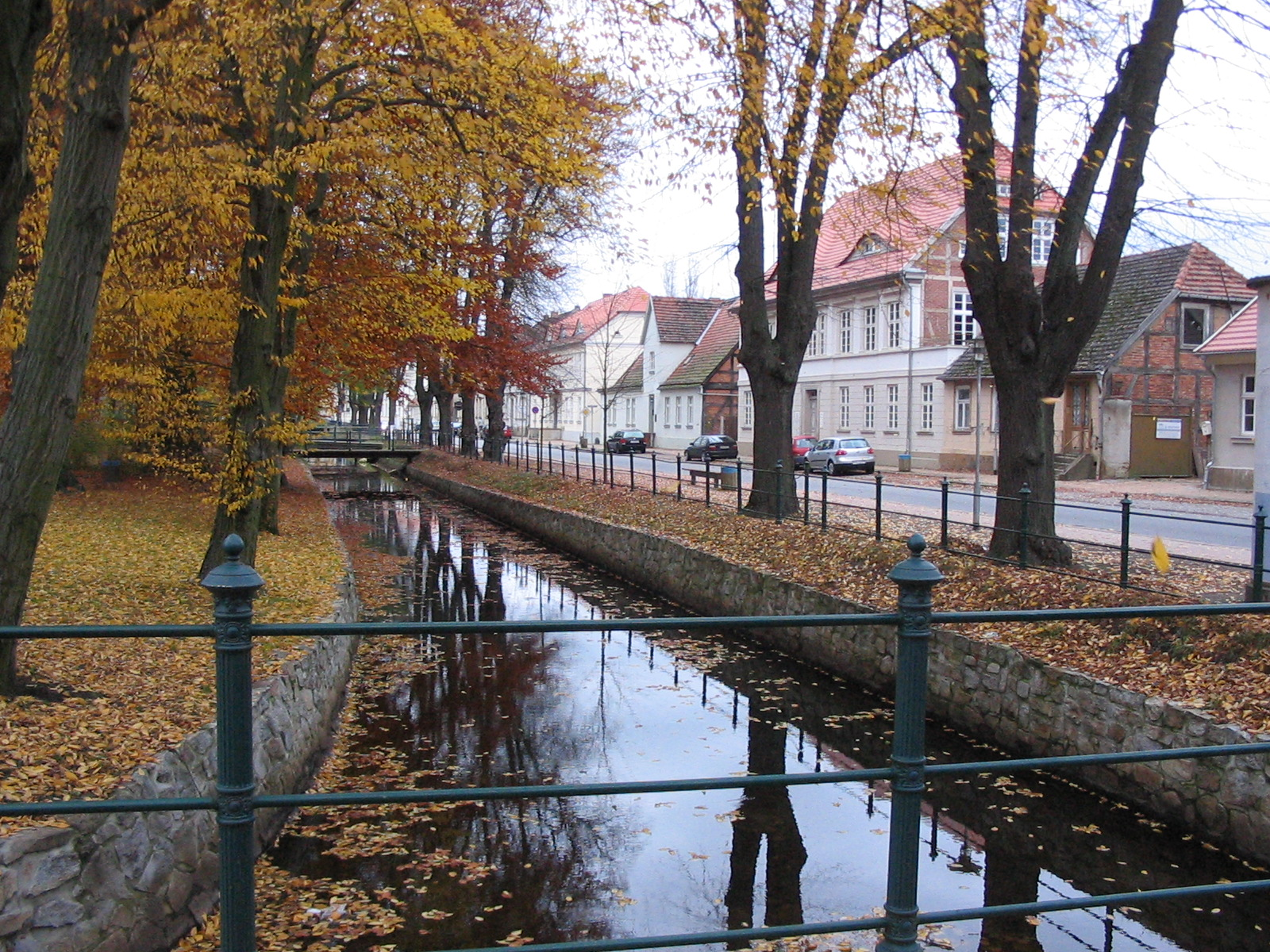
Ludwigslstecký vodní kanál

### Budovy, parky
- Pozdní barokní palác Ludwigslust, postavený v letech 1772 až 1776 podle plánů Johanna Joachima Busche ve tvaru půdorysu ve tvaru písmene E. Nejdůležitější místností v paláci je Zlatý sál. Systém také zahrnuje:
  - Barokně-klasicistní městský kostel, který byl postaven v letech 1765–1770 podle plánů mistra stavitele Johanna Joachima Busche naproti přednímu nádvoří
  - Klasicistní velkovévodské stáje z roku 1821
  - Dům z roku 1814 byl původně zamýšlen jako oranžerie
  - Bývalá hlavní stráž z roku 1853 Ludwiga Wachenhusena
  - Klasicistní bývalý princeznin palác z období kolem roku 1800 vyrobený z červených kamenů na oválném náměstí, při požáru v noci z 12. na 13. březen 2011 těžce poškozen
  - Dvoupatrový hrázděný dům na zámeckém nádvoří
- Zámecký park, založení jako barokní zahrada s francouzskými charakteristikami se zdobenými uličkami a fontánami. Je to největší park v Meklenbursku – Předním Pomořansku. Zahrnuje:
  - Velká kaskáda na straně k nádvoří,
  - Velký kanál (Ludwigsluster Canal) z roku 1760, který směruje vodu do kaskády
  - Kamenný most přes kanál z roku 1780 podle plánů Rudolfa Kaplungera
  - Umělá zřícenina (jeskyně) z roku 1788 (srovnatelný vývoj jako Sanssouciho palác)
  - Švýcarský dům z roku 1789
  - Katolický kostel sv. Heleny v romantickém novogotickém stylu, postavený v letech 1803–1809 podle plánů stavitele Seydewitze a dokončený stavitelem Barcem.
  - Klasicistní mauzoleum pro Helenu Pavlovnu, dceru Cara Pavla I., postaveno v roce 1806 podle plánů Josepha Ramée
  - Mauzoleum pro vévodkyni Luise z roku 1809 podle plánů JG Barcy
- Staré město postavili stavitelé Busch a Heinrich von Sedlitz a od roku 1809 stavitel Johann Georg Barca, kteří se stále více klonili ke klasicismu. Od roku 1809 byly povoleny také soukromé budovy. První fáze výstavby skončila v roce 1837. Pozoruhodné jsou:
  - Axiální ještě barokní Zámecká ulice (Schlosstrasse, dříve Grote Strasse) s cihlovými domy
    - bývalá stáj, která se nachází na Zámecké ulici (Schloßstraße) 16
    - radnice, kterou postavil v roce 1780 Johann Joachim Busch, nejprve jako soudní dům a dům podniku Carton-Fabrique, poté to byla spořitelna; Radnice z roku 1876, byla renovovaná a rozšířená v roce 1996
    - dnešní Hotel Weimar, postavený v roce 1773 podle plánů JJ Busche
    - historistická pošta z roku 1888

  - Alexandrovské náměstí (Alexandrinenplatz) podle plánů stavitele Friedricha George Große
  - Ulice Canal s klasicistními měšťanskými domy podle plánů stavitele Barcy
    - Klasická budova semináře (dnes Fritz Reuter School) z roku 1829 podle plánů stavitele Großa
    - klasický dům Suhrlandt (č. 22) pro dvorního malíře Rudolfa Suhrlandta

  - Malá očíslovaná ulice s očíslovanými domy pro vojáky bývalého strážního pluku
- Dům strážce u Schwerinské brány
- Nemocniční budova betlémského opatství z roku 1851
- Hřbitov s hlavním portálem z roku 1791 podle plánů stavitele Buscha
- Nová radnice z roku 2000 na ulici Christiána Ludwiga (Christian-Ludwig-Straße), představuje moderní spojení mezi starou bývalou jízdárnou Dragounů z roku 1893 a novou, podle plánů místní stavební kanceláře
- Žulový obelisk na třídě Grabower Allee, postavený v roce 1829
- Větrný mlýn u obce Kummer z roku 1880

### Památníky

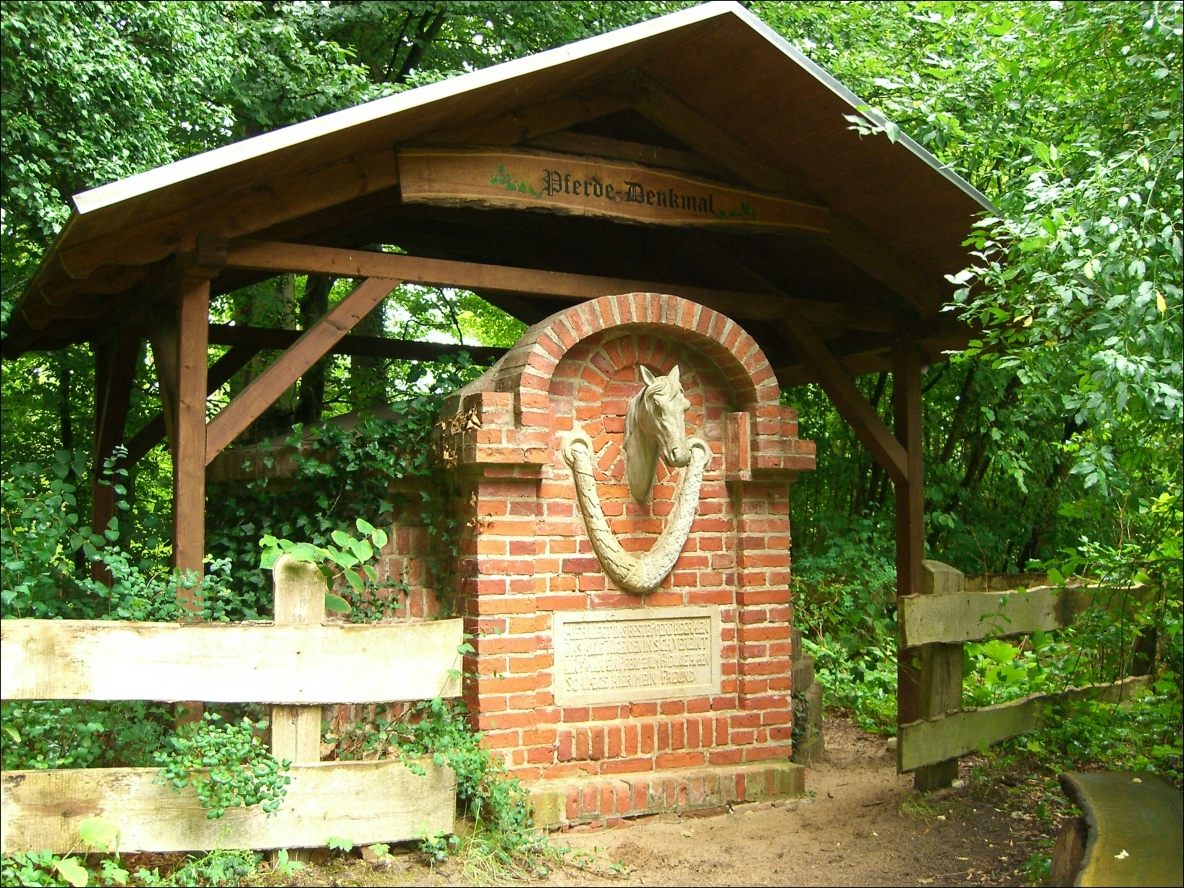
Památník oblíbeného koně velkovévody Friedricha Franze I.

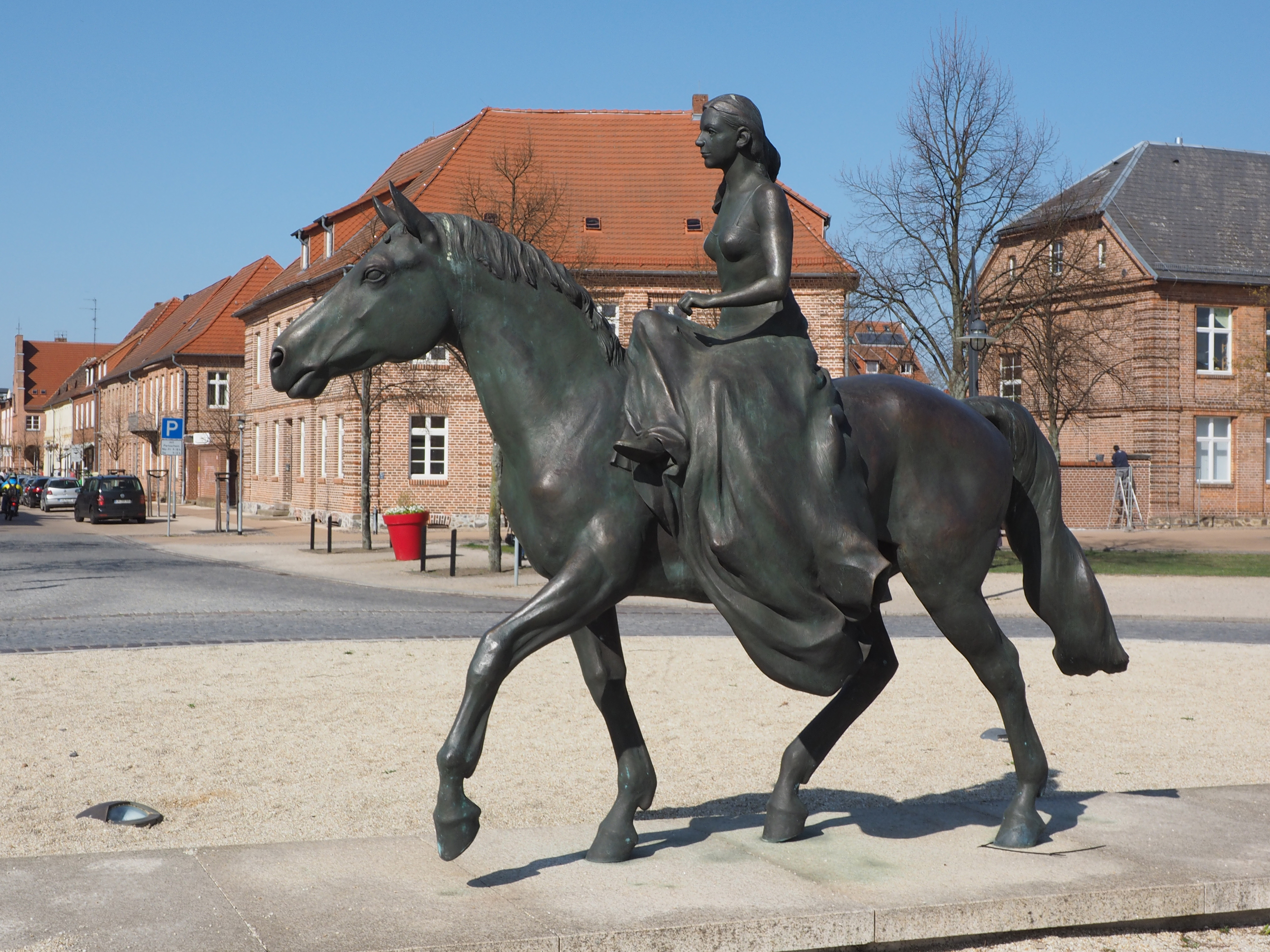
Jezdecká socha Alexandriny, Pruské princezny

- Památník vévody Friedricha s alegorickou pískovcovou skupinou a mramorovým reliéfem vévody od sochaře Rudolfa Kaplungera, postavený v roce 1791
- Památník vévodkyně Heleny Pavlovny s mramorovou urnou od sochaře Franze Pettricha, postavený kolem roku 1810
- Památník s bronzovou sochou velkovévody Friedricha Franze I. od sochaře Alberta Wolffa, postavený v roce 1869, zachovalý nápis částečně odstraněn
- Památník padlých z války 1870 / 71 jako sloup vítězství s postavou Viktorie po křesťanském Danielovi Rauchovi, postaveném v roce 1882, zničeném v roce 1951
- Památník s bronzovou bustou velkovévody Friedricha Franze III. sochař Hugo Berwald, postavený v Lübenheenu v roce 1899, převeden na Ludwigslust v roce 1936
- Památník padlým první světové války 1914 / 18. Jägerbataillons č. 14 s bronzovou postavou sochaře Huga Berwalda, odhaleno v roce 1922,
- Památník padlým první světové války 1914 / 18. Dragounský pluk č. 17 s bronzovou postavou jezdce sochaře Emila Cauera, postavený v roce 1932, zničen v roce 1946
- Jezdecká socha Alexandriny, pruské princezny, postavená v roce 2003 Andreasem Krämmerem a Holgerem Lassenem
- Památník na nádvoří Am Bassin pro 200 obětí koncentračního tábora Wöbbelin, navržený v roce 1951 umělcem Herbertem Bartholomäusem
- Pamětní kámen z roku 1945 na hřbitově evangelického luteránského městského kostela pro kolektivní hroby 116 známých a 112 neznámých vězňů koncentračního tábora Wöbbelin, kteří zemřeli po osvobození v roce 1945
- Čestný sovětský hřbitov na Graboweru Allee pro celkem 220 sovětských obětí druhé světové války, včetně padlých vojáků Rudé armády a zahynulých válečných zajatců a dělníků z nucených prací.[15][16]
- Pamětní kámen z roku 1962 na území bývalého židovského hřbitova na památku obětí šoa
- Pamětní kámen z roku 1961 na seminářské zahradě (v dobách NDR „Friedrich-Engels-Straße“) na památku dělnického politika Ernsta Thälmanna, který byl zavražděn v koncentračním táboře Buchenwald v roce 1944
- Památník oblíbeného koně velkovévody Friedricha Franze I. z Meklenburska-Schwerinu; postavil kolem roku 1815 Johann Georg Barca

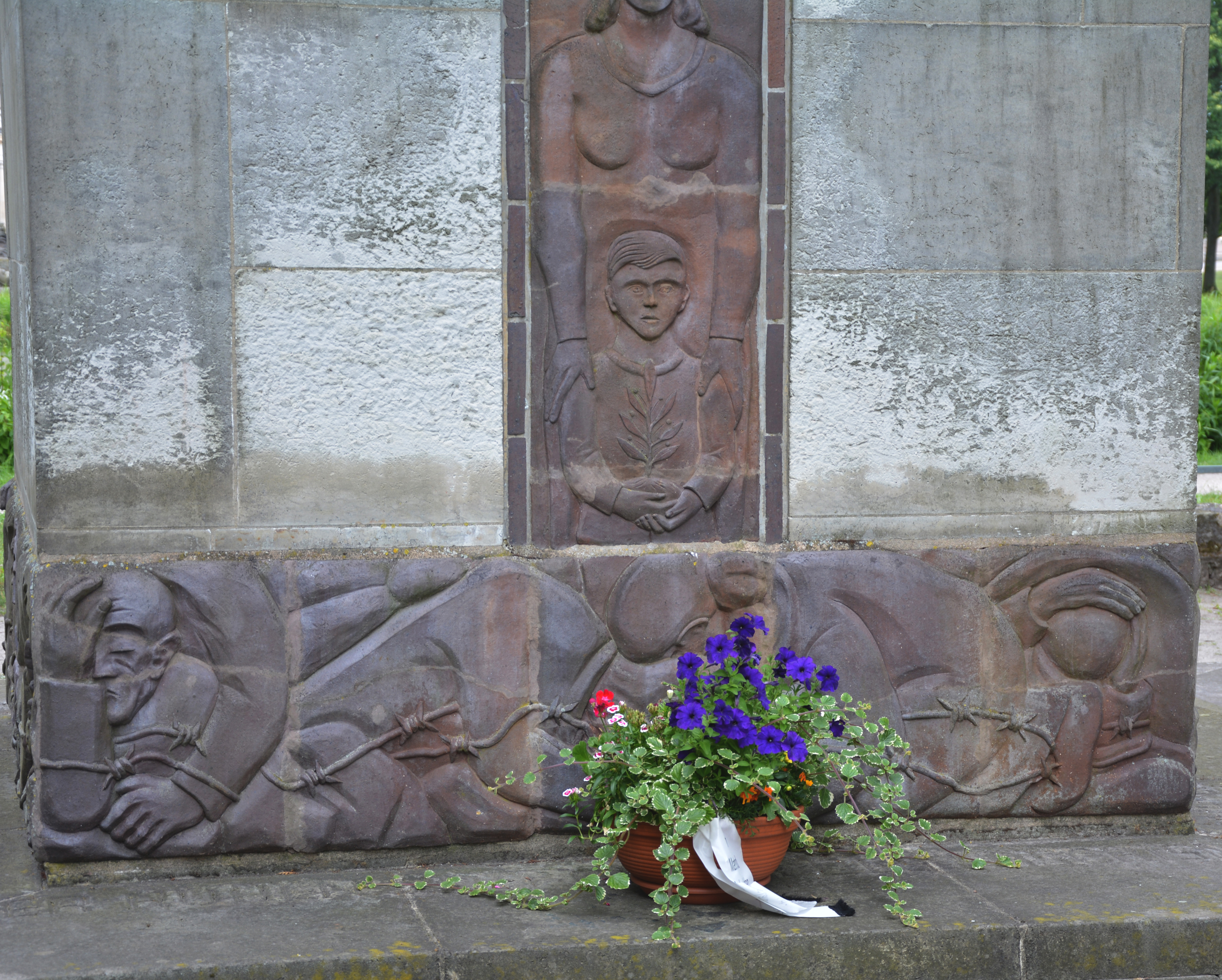
Památník obětem koncentračního tábora Wöbbelin v Bassinu
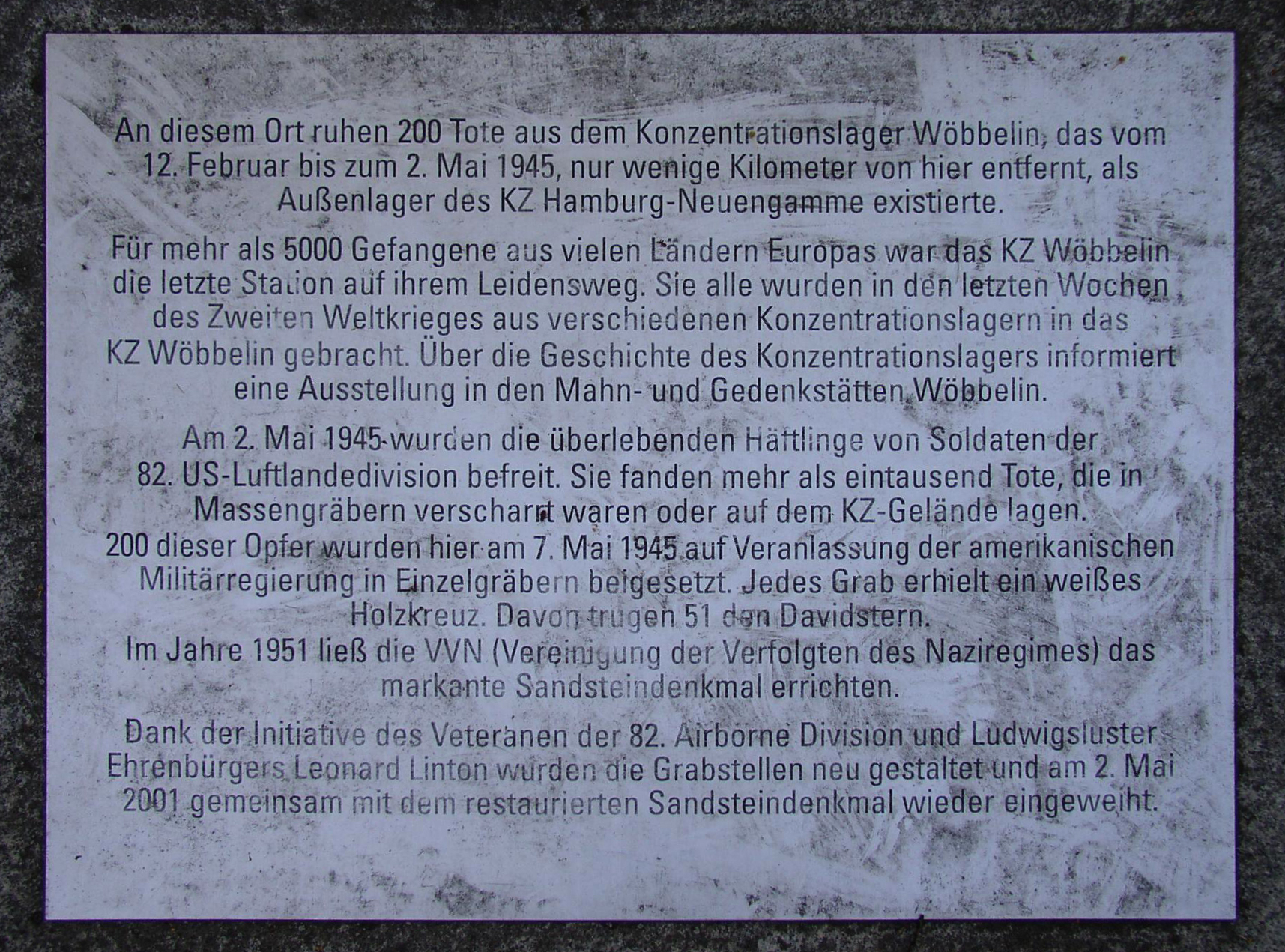
Pamětní deska pro oběti koncentračního tábora Wöbbelin v Bassinu
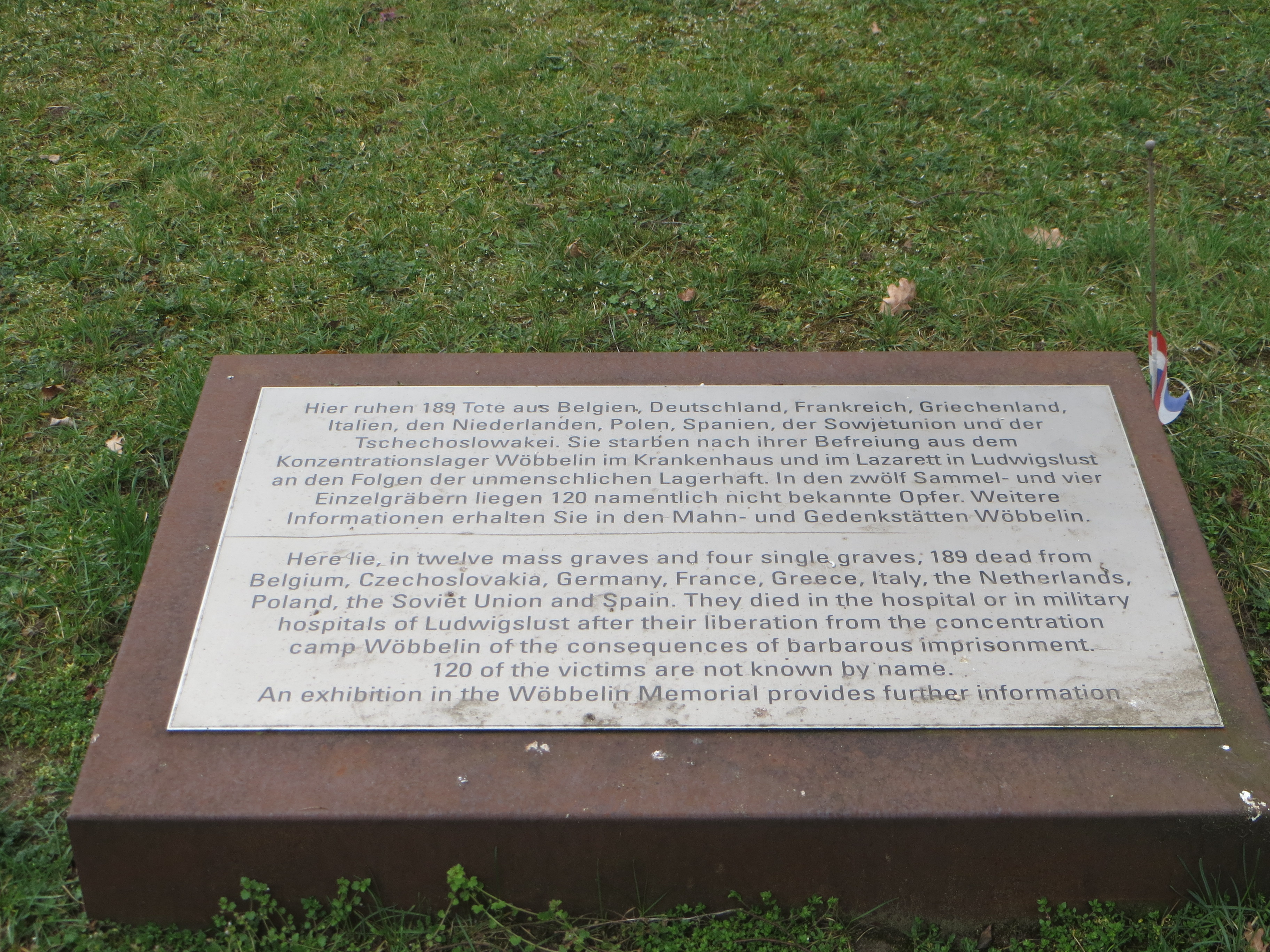
Pamětní kámen pro kolektivní hroby mrtvých koncentračního tábora Wöbbelin na Ev.-Luth. hřbitov
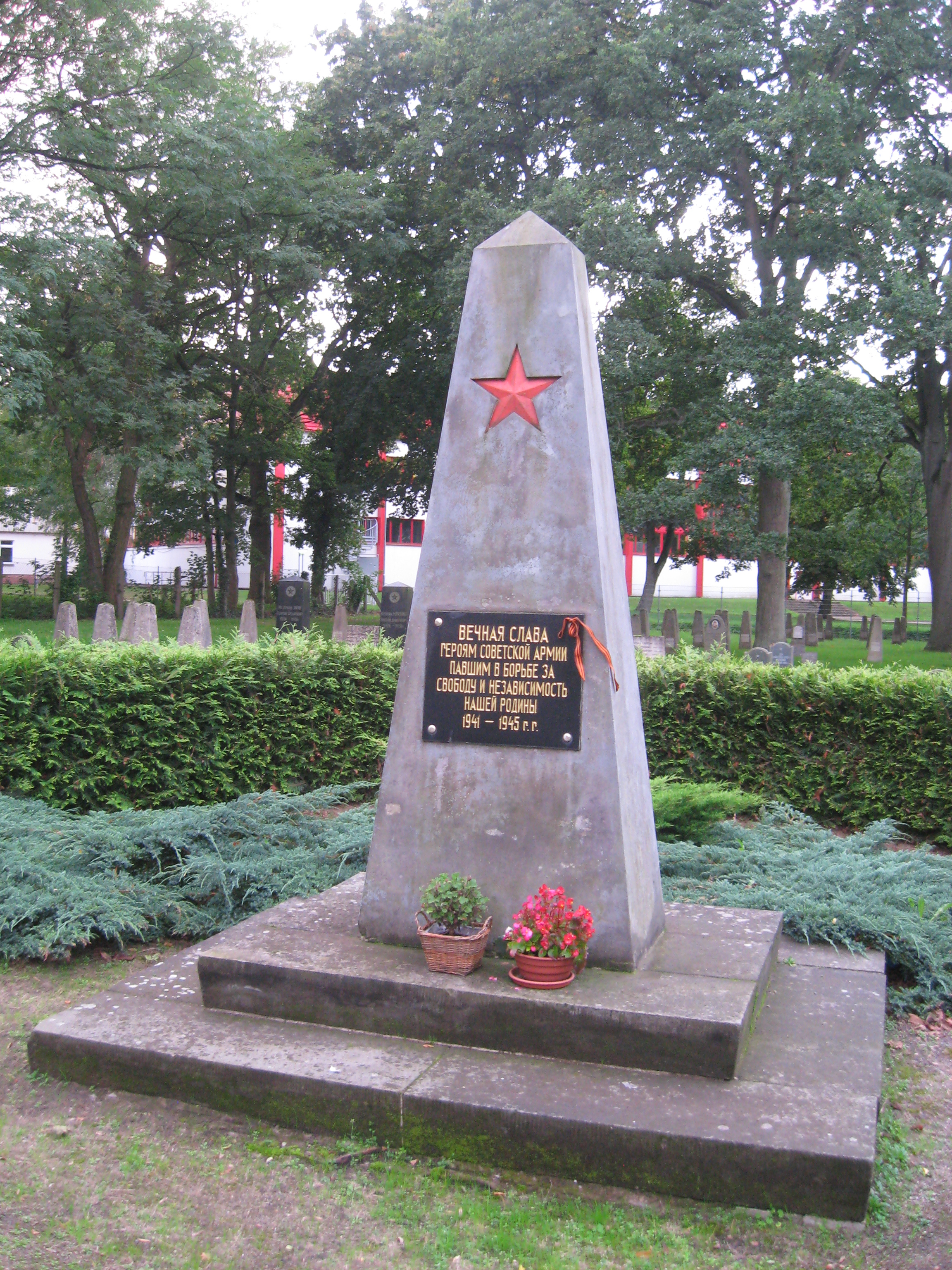
Čestný sovětský hřbitov na Graboweru Allee

### Pravidelné akce
- Barokní festival v květnu
- Lipový festival v červnu
- Malý festival ve velkém parku (kabaretní festival) v srpnu
- Barokní adventní trh

### Kultura
- Přátelé hradu Ludwigslust od roku 1992; Cíle: hrad a kultura
- Přátelé Lindenstadtu a Ludwigslustu od roku 1991; Cíle: kultura, divadlo, německý jazyk, studijní cesty
- Ludwigslusterský malířský kroužek asi od roku 1966
- Kino Luna z roku 1912
- Sborová společnost Ludwigslust z roku 1976
- Střelecký klub Lindenstadt Ludwigslust od roku 1990
- Klub volného času od roku 1995; Cíl: Vzdělávání, rekreace a volný čas pro děti a mládež
- Sdružení pro humanistickou práci s mládeží a zasvěcení mládeže od roku 1990
- Asociace umění a kultury Ludwigslust

## Ekonomika a infrastruktura

### Společnosti
- LFW Ludwigslusterské masné speciality a uzeniny GmbH & Co. KG (od roku 1892)
- Konstrukce ocelových kontejnerů SBL Ludwigslust GmbH & Co. KG (insolvence, 2016)
- RATTUNDE AG (integrované pilové systémy)
- HAAR Mecklenburg GmbH & CO. KG (strojírenství)

### Doprava

#### Silniční doprava
Ludwigslust leží na konci dálnice A 14 od konce roku 2015 mezi Magdeburgem a křižovatkou Schwerin.
Spolkové silnice B 5 a B 191 se setkávají v Ludwigslustu. Do 31. prosince 2015 vedla spolková silnice B 106 ze směru od dálnice A 24 do města. Vzhledem k otevření dálnice byla silnice svedena na státní silnici č. 72.

#### Železnice

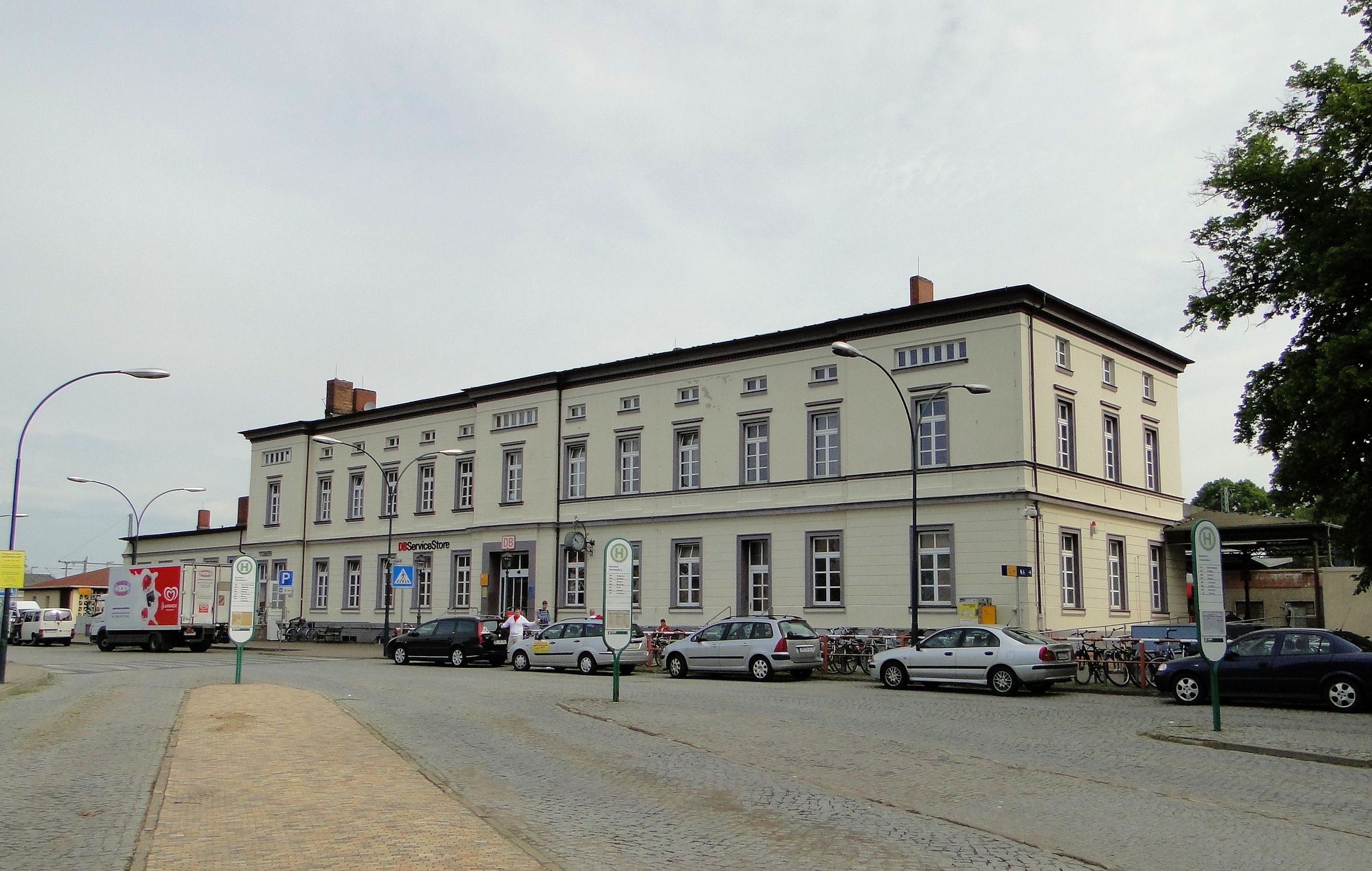
Vlakové nádraží Ludwigslust

Vlakové nádraží Ludwigslust se nachází na hlavní železniční trati Berlín–Hamburk a je výchozím bodem železničních tratí do Wismaru a Parchimu. Má stanici kategorie 4 a je zvláště důležitá jako přestupná stanice. Ludwigslust je proto zastávkou ICE, zejména pro cestovatele ze státního hlavního města Schwerin ve směru na Berlín a Hamburk.
Existují vlaková spojení z Ludwigslustu do:
Dálkový provoz:
- ICE do Hamburku (3–4× denně; cca 40 minut)
- ICE do Berlína (3–4× denně; Asi 1 hodinu)
- IC / EC do Hamburku (4× denně);
- IC / EC do Berlína / Drážďan (EC dále do Prahy / Budapešti; 4× denně)
- IC pro Schwerin / Rostock (1× denně v létě, 2× týdně v zimě)
- IC Magdeburg / Leipzig (1× denně v létě, 2× týdně v zimě)

Místní doprava:
- RE 2 : Wismar – Schwerin – Ludwigslust – Nauen – Berlín – Königs Wusterhausen – Lübben – Cottbus (každé dvě hodiny)
- RE 7 : Wismar – Schwerin – Ludwigslust (každé dvě hodiny)
- RB 14 : Hagenow – Hagenow Land – Ludwigslust – Parchim (každou hodinu)

Osobní doprava na železniční trati do Dömitzu, která pokračovala přes Labe do Dannenbergu a Uelzenu, dokud nebyl Labský most zničen v roce 1945, byla v roce 2000 přerušena, v roce 2001 byla zrušena a v následujících letech demontována. Nahradilo jí přímé autobusové spojení.

#### Autobus
Autobusové spojení z Ludwigslustu do okolí zajišťuje Ludwigsluster Verkehrsgesellschaft (LVG) se sídlem ve městě Hagenow a pobočkou v Ludwigslustu a soukromá autobusová společnost Bus Kröger z města Neustadt-Glewe.

### Úřady

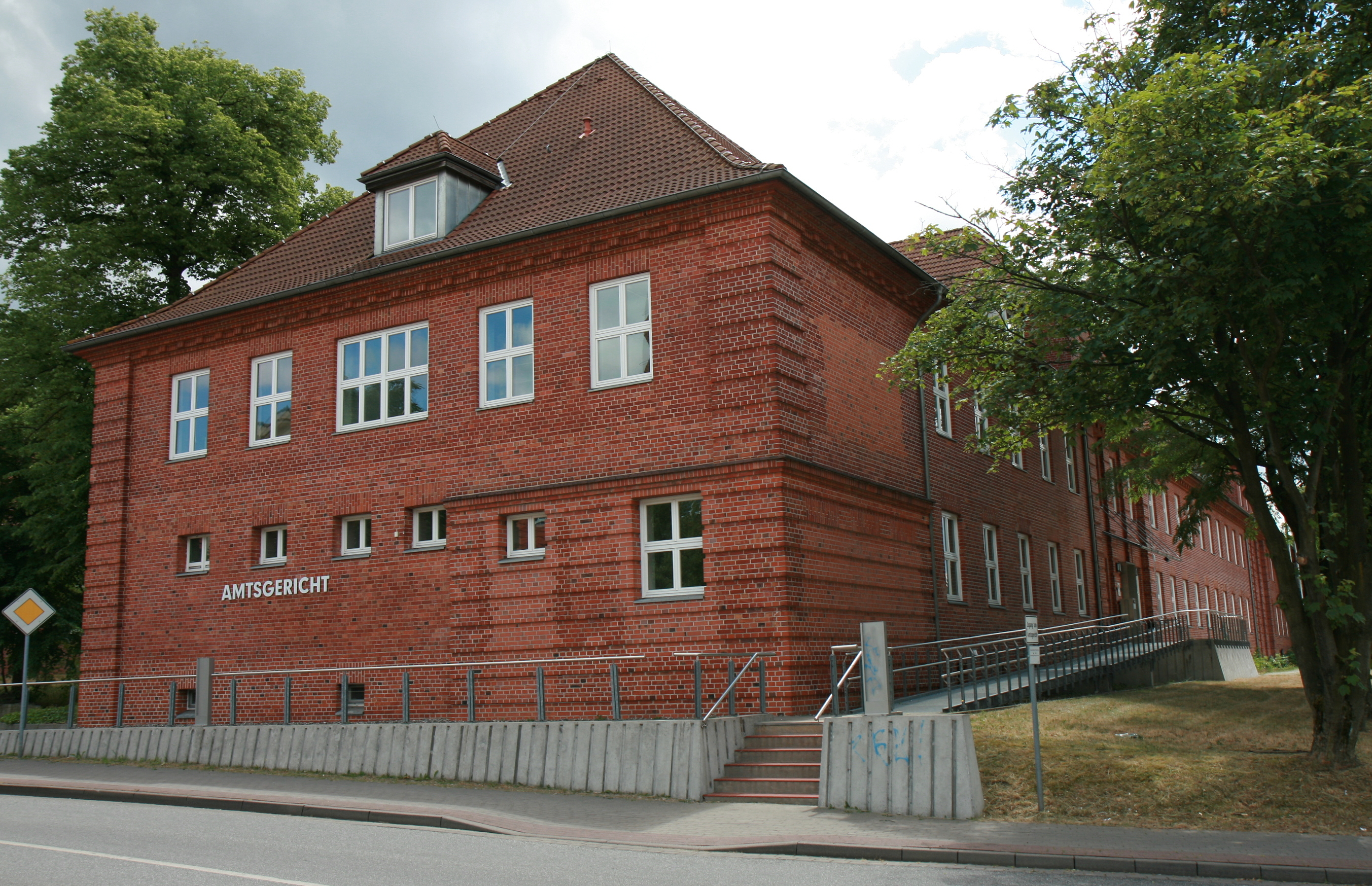
Okresní soud Ludwigslust

- Radnice Ludwigslust, Schloßstr. 38
- Ludwigslust – Informace, Schloßstraße 36
- Knihovna Ludwigslust, Schloßstraße 38
- Kancelář Ludwigslust-Land
- Okres Ludwigslust-Parchim
- Policejní inspekce (PI) a hlavní policejní stanice Ludwigslust, třída Grabower Allee 2 c
- Sbor dobrovolných hasičů Ludwigslust a místní hasičské sbory v Techentinu, Hornkatenu, Kummeru a Glaisinu
- Okresní soud Ludwigslust
- Pracovní agentura
- Německé důchodové pojištění
- Pobočka daňového úřadu Hagenow
- Celní úřad
- Zebef, Centrum pro vzdělávání, rekreaci a volný čas, Alexandrinenplatz 1

### Vzdělávání

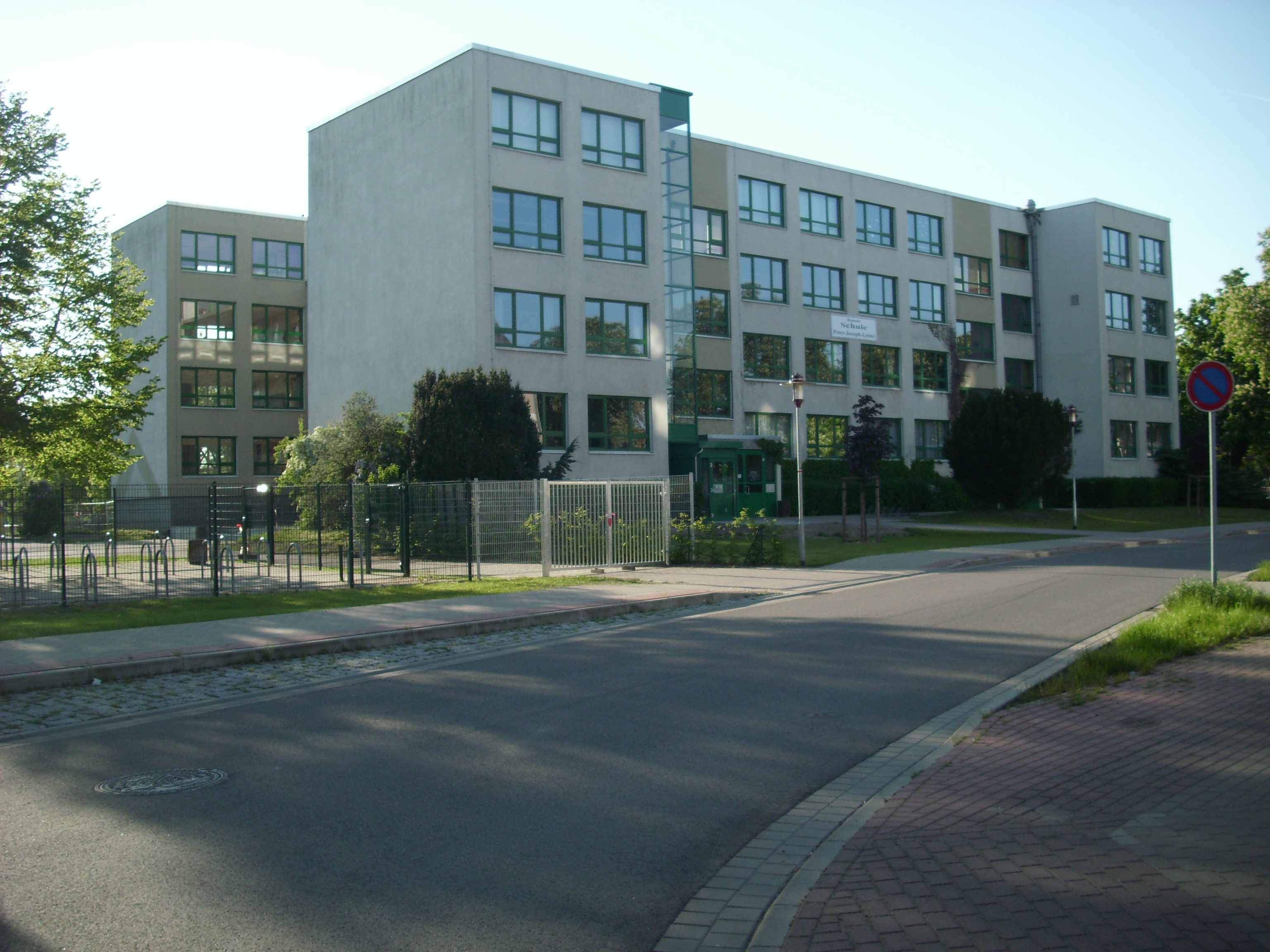
Krajská škola Petera-Josefa-Lenného

- Základní školy: Základní škola Fritze Reutera, Základní škola Edith Stein, Základní škola Techentin a Základní škola Kummer
- Peter Joseph Lenné School, střední krajská škola
- Goethe -Gymnasium (s přibližně 800 studenty a 55 učiteli[17])
- Obchodní střední škola
- Obecná speciální škola Johann Heinrich Pestalozzi
- Škola pro individuální zvládání života
- Okresní hudební škola Johann Matthias Sperger
- Okresní vzdělávací centrum pro dospělé (VHS)

### Církve
- Evangelický luteránský městský kostel (Hofkirche)
- Evangelický vysokoškolský kostel
- Helena / St. Andreas

### Sport
- Fotbalový klub Eintracht Ludwigslust 1994
- Sportovní klub Ludwigslust od roku 1990
- Oddíl Shotokan karate
- Motorsport Club Ludwigslust z roku 1958
- PSV Házená Ludwigslust 1990
- Střelecký klub Lindenstadt Ludwigslust

## Osobnosti

### Čestné občanství
Od roku 1876 udělil Ludwigslust čestné občanství deseti lidem.

### Lidé, kteří pracovali v Ludwigslustu
- Alexander Petrovich Apsit (1880–1943), lotyšský umělec
- Johann Georg Barca (1781–1826), dvorní architekt
- Herbert Bartholomäus (1910–1973), komerční umělec a malíř
- Friedrich Ludwig Benda (1752–1792), skladatel, houslista, klavírista
- Albrecht von Bodecker (1932), grafik
- Johann Joachim Busch (1720–1802), architekt
- Helene von Bülow (1816–1890), zakladatelka a první matka představená, Betlémského opatství
- Johann Dietrich Findorff (1722–1772), dvorní malíř a grafik
- Franz Xaver Hammer (1741–1817), gambista, violoncellista a skladatel v městském orchestru
- Nakladatel Carl Hinstorff (1811–1882), provozoval tiskařskou společnost v Ludwigslust v letech 1835 až 1849
- Theodor Kliefoth (1810–1895), teolog a reformátor církve
- Johannes Krabbe (1839–1901), kaplan a spisovatel
- Friedrich von Rauch (1855–1935), podplukovník a velitel Ludwigslusterského dragounského pluku č. 17, pozdější generál kavalérie. 1897 / 98.
- Felicitas Agnesia Ritz (1757–1835), zpěvák (soprán)
- Antonio Rosetti (1750–1792), skladatel a ředitel dvorního orchestru
- Christian Ludwig Seehas (1753–1802), dvorní malíř
- Johannes Matthias Sperger (1750–1812) skladatel a kontrabasista v dvorním orchestru
- Johann Heinrich Suhrlandt (1742–1827), soudní malíř
- Rudolf Tarnow (1867–1933), německý básník
- August Lehr (1871–1921), závodní cyklista
- Bruno Theek (1891–1990) farář v Ludwigslustu, v roce 1945 starosta
- Leontine von Winterfeld-Platen (1883–1960), spisovatelka